# Vébjörn sygnakappi Végeirsson
Vébjörn sygnakappi Végeirsson fue un caudillo vikingo y colono de Ísafjarðardjúp, Islandia en el siglo X. Según Landnámabók la historia de Vébjörn estaba relatada en su propia saga, pero no se ha conservado ninguna copia.
Vébjörn era un comerciante de Sogn, Noruega. Su padre se llamaba Geir, pero lo apodaron Végeir porque era un hombre con mucho talento para los negocios. Vébjörn era el mayor de sus hijos, sus hermanos se llamaban Vésteinn, Véþormur, Vémundur, Végestur, Véleifur y Véþorn, y una sola hembra llamada Védís. Tras la muerte de su padre, Vébjörn se encontró con Þorsteinn ógæfa, hijo de Helgi Hrólfsson, que prestaba servicio en el hird del jarl de Lade, Håkon Grjotgardsson y le pidió ayuda porque deseaba ir a Islandia. El viaje fue accidentado y dificultoso, llegando a Hornströndum, el barco se partió en dos durante una tempestad y se salvaron por suerte. Al llegar a la costa, encontraron a Atli, un esclavo de Geirmundur heljarskinn Hjörsson que les acogió y no quiso recibir compensación. Atli dijo que estaba agradecido porque su amo se preocupó siempre de su bienestar y era un gran hombre, esa actitud hizo que Geirmundur le ofreciese libertad y los nuevos colonos se percataron de la nobleza de Geirmundur. La zona donde se encontraba Atli se convirtió luego en una ciudad, Atlastaðir. 
Cuando llegó la primavera, Vébjörn exploró nuevas tierras «entre Skötufjörður y Hestfjörður, una zona tan amplia que necesitó día y algo más, y llamó Folafót».
La hermana de Vébjörn, Vedís Vegeirsdóttir (n. 949), casó con Grímólfur Ólafsson de Unaðsdalur, hijo de Ólafur jafnakolls, el hombre que reivindicó la propiedad de la bahía al norte de Ísafjardardjúp, desde el río Langadalsá hasta el río Sandeyrará.
Landnámabók menciona un grave altercado en Grímólfsvötnum donde Vébjörn mató a su cuñado y el asunto fue tratado en el thing de Thorness, donde también tuvieron que acudir otras tres personas acusadas por el homicidio.